# Liskovac (Cazin, BiH)
Liskovac je naseljeno mjesto u gradu Cazinu, Federacija Bosne i Hercegovine, BiH.

## Zemljopis
Liskovac se nalazi na sjeverozapadu Bosne i Hercegovine. U Liskovac spadaju osim centra i okolni zaseoci: Abdići, Bajrektarevići, Beganovići, Čovići, Delanovići, Miskići, Šarići i Škrgići. Po reljefu ovo područje je brdovito i šumovito. Najviše brdo je Banda s preko 500 metara nadmorske visine a ujedno je i najviša točka na području cazinske općine. Infrastrukturu sačinjavaju jedna osnovna škola, dvije džamije, nekoliko dućana, ambulantna postaja, veterinarska ljekarna, pošta, asfaltna cesta preko Begovih Kafana u pravcu Cazina i preko Kudića u pravcu Velike Kladuše, kao i vodovodna, električna i telefonska mreža.
Liskovac je i sjedište mjesne zajednice koja obuhvaća naselja: Liskovac, Čajići i Donja Barska.

## Povijest
Prilikom iskopnih radova 1980. godine za zgradu nove osnovne škole pronađeni su ostaci crkve iz 12. stoljeća, što dokazuje da je područje Liskovca još tada bilo naseljeno. Arheološki nalazi su pohranjeni u muzeju Bihać. 
Na ovim prostorima oduvijek se lomio sukob civilizacija, a na to ukazuju mnoge tvrđave koje su sagrađene i koje su postojale i prije dolaska Turaka na ove prostore.
Jedna od njih je i kula "Gračanica" koja se nalazi u Liskovcu, a smještena je na samom izvoru potoka Gračanica. Kula Gračanica je bila obrambenog karaktera i ispod nje je špilja koja je povezana podzemnim kanalima s kulom, a vjeruje se i da je bila povezana s tim podzemnim tunelima s gradom "Peć" (danas Pećigrad). 
Kula Gračanica, kula Radetina, i kula Bišovac nalaze se u trokutu i one su imale namjenu da obezbjeđuju grad Mutnik koji se nalazio u samom središtu tog trokuta. U to vrijeme je katolička vlastela držala grad Mutnik koji je važio za najveću utvrdu u tom području sve do dolaska Turaka svršetkom 14. stoljeća.
Dolaskom Turaka na prostor Krajine ovaj kraj je bio nenaseljen više od 100 godina i služio je kao tampon zona između Turske i Austro-Ugarske. Tada je kula Gračanica služila kao vojarna u kojoj su boravili naoružani graničari i obezbjeđivali granice Osmanskog carstva.

## Stanovništvo

### Popisi 1971. – 1991.
| Liskovac           |                |                |              |
| godina popisa      | 1991.          | 1981.          | 1971.        |
| Muslimani          | 1.632 (98,72%) | 1.369 (98,70%) | 789 (99,24%) |
| Srbi               | 10 (0,60%)     | 5 (0,36%)      | 2 (0,25%)    |
| Hrvati             | 0              | 0              | 1 (0,12%)    |
| Jugoslaveni        | 5 (0,30%)      | 9 (0,64%)      | 0            |
| ostali i nepoznato | 6 (0,36%)      | 4 (0,28%)      | 3 (0,37%)    |
| ukupno             | 1.653          | 1.387          | 795          |

### Popis 2013.
| Liskovac           |                |
| godina popisa      | 2013.          |
| Bošnjaci           | 1.333 (89,28%) |
| Hrvati             | 7 (0,47%)      |
| Srbi               | 0              |
| ostali i nepoznato | 153 (10,25%)   |
| ukupno             | 1.491          |

## Gospodarstvo
Brdovito područje cijele mjesne zajednice je pogodno samo za uzgoj sitne i krupne stoke, ali su mještani bili osuđeni da se bore za bolju budućnost, tako da su otkrili da se ispod Liskovca nalazi kvalitetan slojeviti kamen.
Mnoga kućanstva započinju s površinskim kopovima i trenutno u Liskovcu ima desetak površinskih kopova gdje je preko sezone uposleno više od 50 radnika. Da bi posao doživio pravi procvat mještani su i u zimskom periodu organizirali posao s tim da preko cijele zime obrađuju kamen koji je dobio naziv "klesani liskovački kamen" i dostiže cijenu preko 300 KM za jedan kubni metar. Liskovački kamen koristi se u građevini po cijeloj Europi. Kamen od 2-8 cm debljine koristi se za zidanje i oblaganje zidova, a deblji od 8 cm za kaldrmu prilaz stambenim objektima i ograde oko stambenih objekata.
Liskovački kamen se dijeli po kakvoći, boji i debljini.
Boja: bijeli, crveni, i zeleni
Debljina: od 2-20cm 
Prema istraživanju stručnjaka iz Italije i Njemačke koji su u više navrata posijetili liskovačke površinske kopove i odnosili uzorke vraćali su se s pozitivnim rezultatima da liskovački kamen spada među najkvalitetnije vrste kamena na svijetu.

## Kultura
Na inicijativu mještana MZ Liskovac, točnije Nuhanović Hasana i predsjednika MZ Liskovac Miskić Alage, došlo se na ideju o osnivanju KUD-a. Podršku osnivanju KUD-a dodatno su pružili Mujadžić Hasib zvani Hasko i koreograf Ćataković Ibrahim.
Prvi sastanak po tom pitanju (osnivanje KUD-a) održan je 13.11.2006. god gdje se sastao inicijativni odbor da razmotri način osnivanja. Naredni sastanak je zakazan za 20.11.2006.god kojem se odazvalo neočekivan broj mještana, što je pokazalo veliku zainteresiranost za osnivanje KUD-a. Istog dana održana je i skupština KUD-a, na kojoj je izabran upravni odbor, predsjednik skupštine, predsjednik KUD-a, predsjednik upravnog odbora, te blagajnik-tajnik. Za predsjednika skupštine postavljen je Hajduković Muamer, predsjednik KUD-a Čović Mustafa, predsjednik upravnog odbora Miskić Alaga, a za sekretara KUD-a Sinanović Safet.
Ubrzo po osnivanju KUD-a Liskovac točnije 27.11.2006.god u posjet KUD-u stigla je ekipa BH radija 1 gdje je snimljena emisija „ Selu u pohode“.
Također svoj prvi nastup imali su članovi izvorne sekcije u Velikoj Kladuši točnije 25.11.2006.godine. Svi članovi KUD-a su pristupili s velikom ozbiljnošću i željom za radom u svojim sekcijama u koje su izabrani. KUD "Liskovac" trenutno ima oko 100 aktivnih članova. Raspoređeni su u više sekcija: Izvorna sekcija u kojoj se nalaze najstariji članovi, folklorna sekcija, glazbena, dramska i ritmička. Društvo se prvenstveno bavi očuvanjem tradicije i običaja Liskovačkog kraja i šire. Do sada je realizirano par nastupa kako u županiji tako i izvan nje. Jedan takav nastup van županije je festival u Vučkovićima (općina Gradačac), koji je održan 31.juna.2007.god.

## Naobrazba
U Liskovcu se nalazi jedna osnovna škola koja djeluje kao samostalna osnovna škola osnovana 01.01.1982. godine. Do tada je djelovala kao područna škola u sastavu osnovne škole Pećigrad.
Škola je registrirana kod osnovnog suda u Bihaću. Počela je s radom 1944. godine, kao četvororazredna. Te prve školske godine nastavu je pohađalo 49 učenika upisanih u prvi razred. Prvi učitelj bio je Mehmed Jušić, a nastava se izvodila u mektebu. Tek 1955. godine napravljena je školska zgrada i djelovala kao četverorazredna škola. Nastavu od petog do osmog razreda učenici su pohađali u Pećigradu. 
1980. godine u akciji 1000 škola u BiH napravljena je nova školska zgrada kojom su postignuti svi uvjeti za organiziranje nastave od 5 do 8 razreda.
Školska zgrada u Liskovcu i kao relativno nova pretrpjela je velika oštećenja u proteklom bratoubilačkom ratu.
Naime, škola se nalazila na liniji između sukobljenih strana 5. Korpusa ARBiH i Narodne Odbrane APZB, te duži period služila kao vojarna i izbjeglički centar. 
Zahvaljujući angažiranosti radnika škole, od završetka rata do danas veći dio oštećenja na školi je saniran, tako da škola sada ispunjava osnovne higijenske i estetske uvjete za normalno odvijanje nastave. Međutim, još uvijek postoje veliki problemi koje bi u što skorije vrijeme trebalo riješiti, a koje škola ne može sama bez veće pomoći nekog sa strane. Ti problemi su uglavnom: zastarjeli radijatori centralnog grijanja, nedostatak školskog pokućstva, nedostatak nastavnih sredstava itd.
U sastavu škole radi jedna područna škola, četverorazredna škola u Krivaji. Školska zgrada u Krivaji je potpuno nova. Useljenjem u novu školsku zgradu učenici imaju sve uvjete (prostorne i higijenske) za normalno odvijanje nastave. Jedino nedostaje jedan dio nastavnih učila i pomagala. Školsko područje s kojeg djeca pohađaju nastavu u Liskovačkoj školi obuhvaća mjesne zajednice Liskovac i Krivaju, te dijelove mjesnih zajednica: Pećigrad, Šturlić i Šumatac.

## Šport
Održava se tradicionalni Nogometni turnir Liskovac. 